# Pedro Agar y Bustillo
Pedro Antonio Juan Gervasio de Agar y Bustillo (Santafé de Bogotá, 1763-Madrid, 1822) fue un matemático, marino y político neogranadino que alcanzó el grado de Jefe de Escuadra de la Real Armada Española y llegó a ser regente de España e Indias en diversos periodos durante la Guerra de la Independencia Española.
Fue elegido diputado por ultramar en las Cortes de Cádiz, y en 1812 fue nombrado miembro del Consejo de Regencia. Cesó en este cargo en 1812, pero volvió a ocuparlo en 1813 hasta que fue detenido al reestabecer Fernando VII la monarquía absoluta. Permaneció confinado en Santiago de Compostela y en 1820 fue liberado al triunfar la revolución liberal. En 1821 pasó a formar parte del Consejo del Estado para morir al año siguiente.

## Biografía
Nació en la actual Colombia en 1763. Su padre, Benito de Agar y Leis, vino a este mundo en la ahora conocida como Casa de Trillo, en la localidad muxiana de Santa Mariña, que en aquel entonces pertenecía a la parroquia de Moraime. Más tarde emigró a Cartagena de Indias, donde amasó una gran fortuna, alcanzando además altas cotas de poder en el mundo de la política. Formó parte de la casa y del séquito del virrey de Nueva Granada actuando como ayuda de cámara, además de ostentar cargos en la Administración y la Milicia como el de capitán de caballos corazas en Santafé. Obtuvo asimismo ejecutorias de nobleza despachadas por el Consejo de Indias y luego por la Real Chancillería de Valladolid. Se cruzó Caballero de Santiago en 1774, y alcanzó la alcaldía de Santa Fe de Bogotá.
Pedro de Agar, primogénito de Benito de Agar, alcanzó lo más alto en la vida pública de España e Indias. Fue educado en La Coruña, en el seno de una de las familias más ricas de la ciudad. Residía en la Casa de Agar, primera levantada en la calle Real. 
Agar y Bustillo ingresó en la Armada en 1780, participó en varias acciones navales en América. Tras ser profesor en la Academia de Guardias Marinas de Ferrol, fue elegido diputado a las Cortes de Cádiz. Su carrera se vio culminada en 1810, al ser nombrado presidente de la Regencia de España e Indias, cargo en el que repetiría en 1813. 
Fue promovido en 1802 a Capitán de fragata y director general de las Academias de Reales Guardias Marinas.
Tras la restauración del absolutismo por Fernando VII en 1814, fue desterrado a Betanzos. No obstante, al triunfo de la revolución liberal en marzo de 1820, fue nombrado Jefe político superior, Capitán General y Presidente de la Diputación de Galicia, siendo ascendido por el Rey al rango de Jefe de Escuadra. 
Pedro Agar desempeñó sus cargos en Galicia hasta 1821, para pasar luego a Madrid a desempeñar su plaza de Consejero de Estado hasta su fallecimiento el 2 de octubre de 1822. 
De sus descendientes se sabe que estuvieron siempre muy ligados a distintos ejércitos españoles, que siempre lucharon por los derechos, por los españoles y siempre muy vinculados a la provincia de Cádiz.